# Сербський музей (Керкіра)
Сербський музей (грец. Σερβικό Μουσείο Κέρκυρας) — музей в місті Керкіра, на острові Керкіра (Корфу), Греція в якому збережено експонати, пов'язані з сербськими солдатами під час Першої світової війни. Будівля, в якій розташований музей було безплатно передане Сербії муніципалітемом Корфу в 1993 році. У цій же будівлі розміщується і консульство Сербії.

## Експозиція
Тут розміщені рідкісні експонати про трагічну долю сербських солдатів під час Першої світової війни. Залишки сербської армії, близько 150 000 солдатів, разом із їхнім урядом у вигнанні, знайшли притулок на Корфу після краху Сербського фронту внаслідок наступу Австро-Угорщини 6 жовтня 1915 року. До експонатів належать фотографії за три роки (до 1918 року) перебування сербів на острові разом з іншими експонатами, такими як уніформа, зброя та боєприпаси сербської армії, сербські полкові прапори, релігійні артефакти, хірургічний інструмент та медалі Королівства Сербії.
У період перебування сербів на острові там були створені сербські журнали, школи, спортивні асоціації, а в місцевій типографії видавали сербську газету.
Вже на початку 1916 року на Корфу були знову сформовані сербські корпуси, які вирушили на Салонікський фронт, де разом з англо-французькими військами продовжили військові дії.